# Dov'è la casa del mio amico?
Dov'è la casa del mio amico? è un film del 1987 diretto dal regista iraniano Abbas Kiarostami.

## Trama
Il piccolo Ahmed, tornato a casa, trova nella sua cartella il quaderno del suo compagno di scuola Mohamed Reza Nematzadeh. Per evitare che quest'ultimo venga espulso dalla scuola, Ahmed deve rintracciare Mohamed, ma non sa dove l'amichetto abiti. Parte quindi alla sua ricerca, incontrando però tante difficoltà e il disinteresse degli adulti. Non riuscendo nell'impresa, Ahmed torna a casa, affranto. L'indomani, al rientro a scuola, Ahmed riporta il quaderno a Mohamed, confidandogli di aver fatto i compiti per lui, giusto in tempo per il controllo da parte del maestro.

## Accoglienza

### Critica
Irene Bignardi su Repubblica ha sottolineato la carica formativa del film: "Al di là dell'apparenza edificante, il film di Kiarostami, tra i silenzi della corsa di Ahmad da una casa all'altra e il torrente di chiacchiere da caffè degli adulti, racconta ben altro che un episodio da libro Cuore: quello che qualcuno ha definito 'l'apprendistato dell'indifferenza' un mondo miserando legato a valori patriarcali ed autoritari, incapace di prestare orecchio alle richieste di aiuto e di comprensione dei piccoli - e dei deboli -, organizzato sulla disciplina della paura, pensato per la conservazione a ogni costo e a tutti i livelli".

## Curiosità
- Il British Film Institute ha inserito la pellicola tra i 50 film da vedere prima dei 14 anni[2][3]
- Il film è ispirato a una poesia di Sohrab Sepehri intitolata Dov’è la Dimora dell’Amico ed in particolare ai seguenti versi: "Tu andrai fino in fondo al viottolo/Fino al punto in cui spunterà l’adolescenza/Poi ti volgerai verso il fiore della solitudine./A due passi da quel fiore tu ti arresterai/Ai piedi della fontana da cui sgorgano i miti della terra./Là tu sarai travolto dalla brezza (...)/Vedrai un bambino arrampicato sulla cima di un esile pino/(…) Allora tu gli domanderai:/Dov’è la Dimora dell’Amico?"[4].